# Typhlotanais longimanus
Typhlotanais longimanus är en kräftdjursart som beskrevs av Dollfus 1897. Typhlotanais longimanus ingår i släktet Typhlotanais och familjen Nototanaidae. Inga underarter finns listade i Catalogue of Life.